# Tayfun Bademsoy
Tayfun Bademsoy (n. 14 octombrie 1958 în Mersin, Turcia) este un actor german de origine turcă.

## Date biografice
Bademsoy emigrează în 1969 când avea 10 ani împreună cu părinții în Germania. Mama lui este actrița Sabahat Bademsoy. Tayfun după bacalaureat studiază între anii 1979 - 1983, psihologie la școala tehnică din Berlin. Cariera de actor a început-o cu filmul TV Zuhaus unter Fremden (Acasă între străini). Bademsoy poate fi văzut frecvent în serialul german Tatort.

## Filmografie
- 1979: Zuhaus unter Fremden (TV)
- 1983: Zausel (TV)
- 1983: Klassen Feind (TV)
- 1984: Treffer
- 1984: Feuer für den großen Drachen
- 1987: Tatort – Voll auf Haß
- 1994-2008: Ein starkes Team (TV-Serie)
- 1996: Tatort – Der Entscheider
- 2000: Schimanski muss leiden (TV)
- 2001: Dr. Sommerfeld - Neues vom Bülowbogen (Gastauftritt)
- 2001-2008: Polizeiruf 110 als Tarik Yilmaz
- 2001: Anam
- 2001: Großstadtrevier (Gastauftritt)
- 2001: Vaterliebe (TV)
- 2001: Trugschlüsse (TV)
- 2001: Tatort – Zielscheibe
- 2003: Liebe zartbitter
- 2003: Für immer verloren
- 2003: Club der Träume - Türkei, Marmaris (TV)
- 2003: Lassie
- 2004: Beyond the Sea
- 2004: Süperseks
- 2004: Eva Blond (TV)
- 2004: Der Zwerg im Schließfach (TV)
- 2005: Nikola (Gastauftritt)
- 2005: Der Koffer
- 2005: Die Prüfung
- 2005-2007: Alle lieben Jimmy (TV)
- 2006: Maria an Callas
- 2006: Zahn um Zahn (TV)
- 2006: Mit anderen Augen (TV)
- 2007: Geist ist geil (TV)
- 2007: Total gaga (TV)
- 2007: Aufpoliert (TV)
- 2007: Französin für Anfänger (TV)
- 2007: Mit den Waffen der Frau (TV)
- 2007: SOKO Kitzbühel
- 2007: Ein Bombengeschäft (TV)
- 2007: Unter Wölfen (TV)
- 2007: Blutige Ernte (TV)
- 2007: Stumme Wut (TV)
- 2007: Hochzeit um jeden Preis (TV)
- 2007: Jenseits (TV)
- 2007: Taubers Angst (TV)
- 2008: Freundinnen (TV)
- 2008: Wie ist die Welt so stille (TV)
- 2009: Tatort – Baum der Erlösung
- 2011: Kebab mit Alles (TV)
- 2012: Allein unter Nachbarn (TV)